# Greenhill (Kent)
Greenhill – osada w Anglii, w hrabstwie Kent, w dystrykcie Canterbury. Leży 10 km na północ od miasta Canterbury i 87 km na wschód od centrum Londynu. W 2001 miasto liczyło 7339 mieszkańców.